# Amarogentin
Amarogentin je organická sloučenina vyskytující se v hořci žlutém a hořci himalájském.

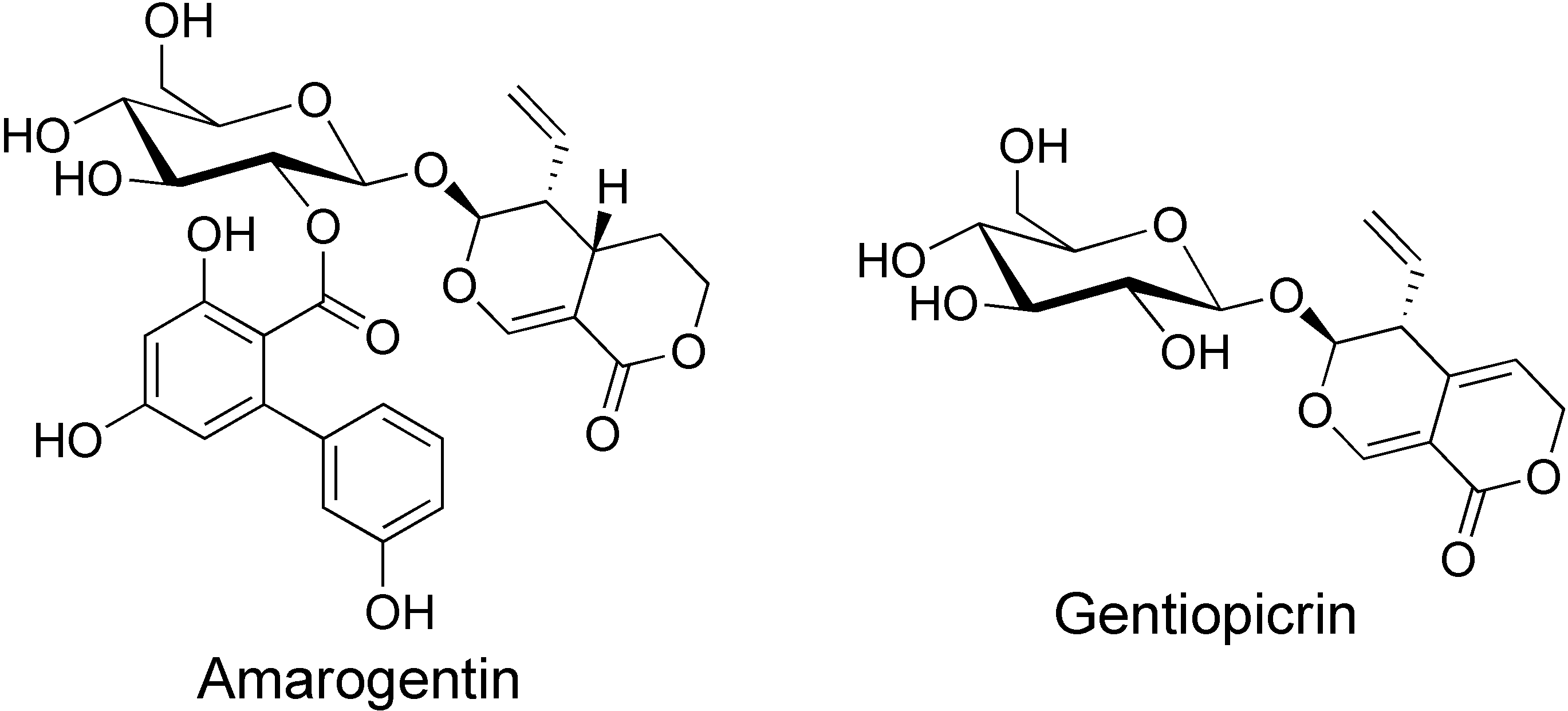
Amarogentin a gentiopikrin, hořké glykosidy vyskytující se v kořenech hořců

Kořeny hořců se používají jako hořké látky na léčbu poruch trávení a jsou také přísadami v řadě léků. Hořkou chuť těchto kořenů způsobují sekoiridoidové glykosidy amarogentin a gentiopikrin; první z nich je jednou z nejvíce hořkých přírodních látek, jaké jsou známy.
U lidí obě tyto látky aktivují chuťový receptor TAS2R50.
Bifenylkarboxylátová skupina vzniká ze tří molekul acetylkoenzymu A a jedné molekuly 3-hydroxybenzoylkoenzymu A, meziproduktu šikimátové dráhy.
Na zvířecích modelech vykazuje tato látka účinky proti leishmanióze, kde působí jako inhibitor topoizomerázy I.